# Matt Margetts
Matt Margetts (ur. 15 stycznia 1988 r.) – kanadyjski narciarz dowolny specjalizujący się w konkurencji Halfpipe. Najlepsze miejsce na mistrzostwach świata zanotował podczas mistrzostw w Voss, gdzie zajął 11. miejsce w halfpipe'ie. Nigdy nie startował na igrzyskach olimpijskich. Najlepsze wyniki w Pucharze Świata osiągnął w sezonie 2012/2013, kiedy to zajął 37. miejsce w klasyfikacji generalnej, a w klasyfikacji halfpipe'a był 8.

## Sukcesy

### Mistrzostwa Świata
| Miejsce | Dzień    | Rok  | Miejscowość | Konkurencja | Zwycięzca      |
| ------- | -------- | ---- | ----------- | ----------- | -------------- |
| 13.     | 5 marca  | 2009 | Inawashiro  | Halfpipe    | Kevin Rolland  |
| 14.     | 5 lutego | 2011 | Park City   | Halfpipe    | Micheal Riddle |
| 11.     | 5 marca  | 2013 | Voss        | Halfpipe    | David Wise     |

### Puchar Świata

#### Miejsca w klasyfikacji generalnej
- 2005/2006 – 159
- 2007/2008 – 193
- 2008/2009 – 202.
- 2010/2011 – 128.
- 2011/2012 – 110.
- 2012/2013 – 37.
- 2013/2014 –

#### Miejsca na podium w zawodach
1. Calgary – 3 stycznia 2014 (Halfpipe) – 3. miejsce